# 陳誼 (什邡)
陳誼（？年—？年），成都府什邡縣人，由廩貢加捐教諭，同治元年十一月署四川順慶府岳池縣訓導。是一位政治人物，明清時曾在四川順慶府岳池縣（位於今四川東北部，武周萬歲通天二年分南充、相如二縣置，是一個千年古縣）擔任官吏。